# Ginnastica ai Giochi della XXXII Olimpiade - Anelli
La finale agli anelli alle Olimpiadi di Tokyo 2020 si è svolta all'Ariake Gymnastics Centre il 2 agosto.

## Podio
| Oro      | Argento | Bronzo                 |
| Liu Yang | You Hao | Eleftherios Petrounias |

## Qualificazioni
A causa della regola dei passaporti "two per country", l'accesso alla finale è consentito soltanto a due atleti per nazione.
| Pos. | Ginnasta               | Totale | Qual. |
| ---- | ---------------------- | ------ | ----- |
| 1    | Eleftherios Petrounias | 15.333 | Q     |
| 2    | Liu Yang               | 15.300 | Q     |
| 3    | Samir Aït Saïd         | 15.066 | Q     |
| 4    | İbrahim Çolak          | 14.933 | Q     |
| 5    | Arthur Zanetti         | 14.900 | Q     |
| 6    | Adem Asil              | 14.800 | Q     |
| 7    | Denis Abljazin         | 14.800 | Q     |
| 8    | You Hao                | 14.800 | Q     |
| 9    | Marco Lodadio          | 14.633 | R1    |
| 10   | Artur Dalalojan        | 14.500 | R2    |
| 11   | Ihor Radivilov         | 14.466 | R3    |

## Classifica
| Pos.    | Ginnasta               | D Score | E Score | Pen. | Totale |
| ------- | ---------------------- | ------- | ------- | ---- | ------ |
| Oro     | Liu Yang               | 6.500   | 9.000   | —    | 15.500 |
| Argento | You Hao                | 6.600   | 8.700   | —    | 15.300 |
| Bronzo  | Eleftherios Petrounias | 6.300   | 8.900   | —    | 15.200 |
| 4       | Samir Aït Saïd         | 6.300   | 8.600   | —    | 14.900 |
| 5       | İbrahim Çolak          | 6.200   | 8.666   | —    | 14.866 |
| 6       | Denis Abljazin         | 6.300   | 8.533   | —    | 14.833 |
| 7       | Adem Asil              | 6.200   | 8.400   | —    | 14.600 |
| 8       | Arthur Zanetti         | 6.500   | 7.633   | —    | 14.133 |